# Championnat des Fidji de football 2023
 (mars 2025).
Si vous disposez d'ouvrages ou d'articles de référence ou si vous connaissez des sites web de qualité traitant du thème abordé ici, merci de compléter l'article en donnant les références utiles à sa vérifiabilité et en les liant à la section « Notes et références ».
Navigation
Saison précédente Saison suivante
La saison 2023 du Championnat des Fidji de football est la quarante-septième édition du championnat de première division aux Fidji. Le championnat regroupe dix équipes du pays au sein d'une poule unique, où ils s'affrontent deux fois au cours de la saison, à domicile et à l'extérieur. À la fin de la compétition, le dernier du classement est relégué et remplacé par le champion de deuxième division.
Le Lautoka FC remporte le championnat en terminant à la première place, devançant le tenant du titre, Rewa FC de sept points. C'est le 7e titre de champion des Fidji de l'histoire du club.
Comme lors de l'édition précédente, le champion des Fidji et son dauphin sont automatiquement qualifiés pour la phase de groupe de la prochaine Ligue des champions.

## Les clubs participants
| Equipes           | Villes   | Stades              | Capacité |
| ----------------- | -------- | ------------------- | -------- |
| Rewa FC T         | Nausori  | Ratu Cakobau Park   | 8 000    |
| Suva FC           | Suva     | HFC Bank Stadium    | 15 000   |
| Ba FC             | Ba       | Govind Park         | 13 500   |
| Labasa FC         | Labasa   | Subrail Park        | 10 000   |
| Lautoka FC        | Lautoka  | Churchill Park      | 15 000   |
| Nadi FC           | Nadi     | Prince Charles Park | 15 000   |
| Nadroga FC        | Sigatoka | Lawaqa Park         | 12 000   |
| Navua FC          | Navua    | Thompson Park       | 1 000    |
| Tailevu Naitasiri | Nausori  | Ratu Cakobau Park   | 8 000    |
| Tavua FC P        | Tavua    | Garvey Park         | 4 500    |

## Compétition

### Classement
Le barème utilisé pour établir le classement est le suivant :
- Victoire : 3 points
- Match nul : 1 point
- Défaite : 0 point

| Rang | Équipe                | Pts | J  | G  | N | P  | Bp | Bc | Diff |
| ---- | --------------------- | --- | -- | -- | - | -- | -- | -- | ---- |
| 1    | Lautoka FC            | 40  | 18 | 12 | 4 | 2  | 50 | 21 | +29  |
| 2    | Rewa FC T             | 33  | 18 | 9  | 6 | 3  | 31 | 16 | +15  |
| 3    | Suva FC C             | 29  | 18 | 8  | 5 | 5  | 32 | 21 | +11  |
| 4    | Labasa FC             | 28  | 18 | 7  | 7 | 4  | 17 | 11 | +6   |
| 5    | Ba FC                 | 25  | 18 | 6  | 7 | 5  | 21 | 18 | +3   |
| 6    | Nadi FC               | 24  | 18 | 7  | 3 | 8  | 27 | 34 | -7   |
| 7    | Tailevu Naitasiri     | 24  | 18 | 7  | 3 | 8  | 21 | 29 | -8   |
| 8    | Navua FC              | 20  | 18 | 5  | 5 | 8  | 24 | 28 | -4   |
| 9    | Nadroga Football Club | 13  | 18 | 4  | 1 | 13 | 18 | 46 | -28  |
| 10   | Tavua FCP             | 10  | 18 | 1  | 7 | 10 | 21 | 38 | -17  |

|  | Qualification pour la Ligue des champions de l'OFC 2024                                |
|  | Relégation en deuxième division                                                        |
|  | T : Tenant du titre C : Vainqueur de la Coupe des Fidji P : Promu de deuxième division |

## Bilan de la saison
| Championnat des Fidji de football 2023 |                       |
| Champion                               | Lautoka FC (7e titre) |
| Coupes et trophées                     |                       |
| Vainqueur de la Coupe des Fidji 2023   | Lautoka FC            |
| Qualifications continentales           |                       |
| Ligue des champions de l'OFC 2024      | Lautoka FC            |
| Ligue des champions de l'OFC 2024      | Rewa Football Club    |
| Promotions et relégations              |                       |
| Promus en Fiji Premier League          | Nasinu FC             |
| Relégués en Senior League              | Tavua FC              |